# دینگل
دینگل (به انگلیسی: Dingle) یک عوارض جغرافیایی در ایرلند است که در شهرستان کری واقع شده‌است.

## خصوصیات
دینگل ۱٬۹۲۰ نفر جمعیت دارد.

## خواهرخوانده
شهرهای Tolfa و سنتا باربارا، کالیفرنیا خواهرخوانده‌های دینگل هستند.